# 히노자와촌
히노자와촌(日野沢村)은 사이타마현의 서부, 지치부군에 속했던 촌이다. 현재의 미나노정에 해당한다.

## 역사
- 1889년 4월 1일 - 정촌제 시행에 의해 히노자와촌이 성립하였다.
- 1943년 9월 8일 - 구니카미촌, 가네자와촌, 미사와촌, 오타촌, 시라토리촌의 일부와 합병해 미노정이 되었다.
- 1946년 12월 1일 - 1정 5촌 (미노와정, 구니카미촌, 가네자와촌, 히노자와촌, 미사와촌, 오타촌)이 분립, 시라토리촌의 일부는 미노와정에 소속되었다.
- 1955년 3월 1일 - 미노와정, 구니카미촌, 가네자와촌, 히노자와촌이 합병해 미노와정이 신설되었다.
- 1957년 3월 31일 - 미노와정이 미사와촌을 편입하였다.

## 참고문헌
- 「角川日本地名大辞典」編纂委員会『角川日本地名大辞典 11 埼玉県』角川書店、1980年7月8日。ISBN 4-04-001110-4。
- 「上日野澤村」『新編武蔵風土記稿』 巻ノ261秩父郡ノ14、内務省地理局、1884年6月。NDLJP:764014/35。
- 「下日野澤村」『新編武蔵風土記稿』 巻ノ261秩父郡ノ14、内務省地理局、1884年6月。NDLJP:764014/36。